# Taterillus gracilis
Taterillus gracilis är en däggdjursart som först beskrevs av Thomas 1892.  Taterillus gracilis ingår i släktet Taterillus och familjen råttdjur. IUCN kategoriserar arten globalt som livskraftig. Inga underarter finns listade i Catalogue of Life.
Denna gnagare blir 96 till 130 mm lång (huvud och bål), har en 135 till 176 mm lång svans och väger 45 till 81 g. Bakfötterna är cirka 30 mm långa och öronen är 16 till 23 mm stora. Det finns en tydlig gräns mellan den gulbruna till rödbruna pälsen på ovansidan och den vita pälsen på undersidan. På huvudet förekommer vita kinder samt en vit fläck framför och bakom varje öra. Nära nosen kan det finnas svartbruna märken. Vid bakfoten är den första tån kort och andra till fjärde tån nästan lika långa. På sulan finns nästan inga hår. Håren på svansens främre del är korta och vid spetsen bildar svartbruna hår en tofs. Honor har fyra spenar på bröstet och fyra vid ljumsken. Hos arten har honor en diploid kromosomuppsättning med 36 kromosomer (2n=36) och värdet för hanar är 2n=37. Andra släktmedlemmar har en avvikande karyotyp.
Arten förekommer i västra Afrika från Senegal till Nigeria och Tchad. Den lever bland annat i Sahelzonen. Habitatet utgörs av savanner och av torra skogar.
Individerna gräver underjordiska bon och de djupaste delarna ligger 55 cm under markytan. Födan utgörs främst av frön, stjälkar och blad som kompletteras med insekter. Taterillus gracilis lagrar fett i kroppen som utnyttjas under den torra perioden. Mellan hanarnas revir finns sällan överlappningar. Beroende på regnfall kan fortplantningstiden vara tre till tio månader lång. Efter cirka 30 dagar dräktighet föds upp till åtta ungar. Ungefär 12 veckor senare är ungarna könsmogna. Denna gnagare kan leva två år i naturen och fyra år i fångenskap.